# Mali Trianon
Mali Trianon je dvorac sagrađen između 1762. i 1768. godine, za vrijeme vladavine Luja XV. u Francuskoj. Smješten je na tlu Versajske palače u Versailles.
- Pročelja Maloga Trianona
- Zapadno pročelje
- Sjeverno pročelje
- Istočno pročelje
- Južno pročelje